# Zacatepec F.C.
El Zacatepec F.C. (también llamado Club Atlético Zacatepec, Zacatepec Fútbol Club, Zacatepec Siglo XXI, Club Zacatepec o Cañeros de Zacatepec) es un equipo de fútbol mexicano que participa en la Serie A de la Segunda División de México. También militó por un tiempo en la Liga de Ascenso (hoy en día la Liga de Expansión) y en la Primera División. Tiene como sede el Estadio Mariano Matamoros, que está situado en Xochitepec, Morelos, México.
Después de cuatro años de ausencia, en el verano de 2024 se dio a conocer que el equipo volvería a competir en el fútbol profesional, pero en esta ocasión lo haría en la Serie A de la Liga Premier, el tercer nivel del fútbol mexicano, a partir de la Temporada 2024-2025.

## Historia
El Zacatepec fue fundado en 1948, por trabajadores del Ingenio azucarero Emiliano Zapata, para participar en la entonces naciente Segunda División. El nuevo club, encabezado por Guillermo Cañedo, contó con el mítico entrenador Ignacio Trelles para su arranque en la categoría de plata del futbol mexicano.

### Época amateur
El Club Zacatepec fue el primero equipo en ascender Segunda División de México a la Primera División de México (actualmente conocida como Liga Bancomer BBVA MX), siendo en 1950-1951 cuando logró el campeonato de la recién fundada 2° división.

### Primeros títulos (1950-1959)
Con el entrenador Ignacio Trelles, el equipo llegó a atribuirse el primer título en la recién creada Segunda División de México durante la campaña 1950-51. Lo cual le valió el derecho de participar en el Campeonato Nacional de la Primera División. En 1951-52, el club pasaba a ocupar el lugar del descendido Club San Sebastián de la ciudad de León, Guanajuato. En dos temporadas de asentamiento en la máxima división bastaron para lograr el subcampeonato en 1953.

### Campeón por primera vez: 1954-1955
En la temporada 1954-1955, el equipo se consagró por primera vez campeón del fútbol mexicano, al finalizar en la primera posición de la tabla general, delante del Guadalajara.

### Segundo campeonato: 1957-1958
En la temporada 1957-1958, los Cañeros lograron su segundo campeonato con goles de Carlos "El Charro" Lara y Genaro Tedesco, segundo goleador del equipo. Estos jugadores de origen argentino dieron tres títulos al Zacatepec: Campeón de Liga, Campeón de Copa y Campeón de Campeones. Carlos Lara fue campeón de goleo en tres ocasiones marcando 112 goles en su estancia con los Cañeros, Genaro Tedesco con 78 goles y 37 asistencias de gol fue segundo goleador del equipo. Nuevamente, Ignacio Téllez quien desde el banquillo dirigía los destinos del equipo. El Zacatepec tuvo el mejor inicio de temporada en la historia del fútbol mexicano durante la campaña 1957-1958, ganó sus 6 primeros juegos y se mantuvo constante durante las 17 primeras fechas del campeonato, perdió hasta la jornada 18 al caer 2-3 contra el Atlas.

### El Zacatepec de los años 1960 (dos descensos y dos ascensos)
El Zacatepec descendió por primera vez a la Segunda División el 31 de diciembre de 1961, y se quedó ahí hasta la siguiente temporada 1962/63, donde obtuvo el campeonato de dicha división, y así volvió a la Primera División. En la temporada 1965/66 volvió a descender y no regresaría a la Primera División hasta lograr el tercer campeonato de la Segunda División en la temporada 1969-1970. En esa ocasión, no hubo descenso en la Primera División aumentando los equipos de 16 a 18, y el Zacatepec fue el equipo N°17 y el Puebla, que había ganado una promoción en ese entonces, fue el equipo N°18. Este equipo recién ascendido, era muy fuerte y con jugadores de calidad no conocidos en la Primera División: Moisés Camacho como portero que sería años después titular de la Selección Mexicana, Rito Sotelo, El Diablo (Cirilo Peralta), delantero efectivo en sus remates, Topi Flores, Elías Muñoz y Rubén Anguiano, apuntalados por dos seleccionados mexicanos que habían sido despedidos del América por problemas con el entrenador José Antonio Roca: el defensa central El Fierros (Gabriel Núñez) y El Chalo (Javier Fragoso).

### El Zacatepec de los años 1970 y 1980 (tres descensos y dos ascensos)
En la temporada 1976/77, el Zacatepec volvió a sufrir su tercer descenso en el máximo circuito, pero logró rápidamente subir en la siguiente temporada 1977-1978, tras haber logrado su cuarto campeonato en la segunda división mexicana. Tras cuatro temporadas en la Primera División de 1978/83, el equipo vuelve a sufrir su cuarto descenso en su historia, pero de nuevo rápidamente regresa al máximo circuito en la siguiente temporada 1983/84, tras volver a conseguir el quinto campeonato y último hasta el momento de la Segunda División. 
Desafortunadamente, en la temporada 1984-1985, el conjunto verdiblanco perdió la categoría al jugar un par de partidos contra el Necaxa, los rojiblancos triunfaron por 2 a 1 en el Estadio Azteca, siendo Eligio Urieta el último anotador cañero en la Primera División. Para el partido de revancha en la “Selva Cañera”, el guardameta Adrián Chávez le detuvo un penal al ídolo cañero Alfredo "Harapos" Morales, los electricistas obtuvieron la victoria de nueva cuenta esta vez por 1 a 0. El final del partido fue opacado por un serio problema en las gradas, en la cual la afición cañera invadió el terreno de juego, cortaron las porterías y a pedradas descompusieron el marcador electrónico, mismo que hasta 2014, la remodelación del estadio no volvió a funcionar.

### El Zacatepec de los años 1990 (tres ascensos perdidos)
En la década de los años 1990 el equipo llegó a tres finales, y lamentablemente en ninguna de ellas se cumplió el objetivo del ascenso. La primera fue en la temporada 1991-92 frente al Pachuca, el partido se efectuó en el Estadio Revolución. En el partido de ida, el Zacatepec había ganado 1 a 0, pero en el de vuelta el Pachuca igualó el partido. En la instancia de los penaltis se necesitaron cerca de dos docenas de tiros de penal para definir al ganador. El Pachuca ganó por un marcador de 11 a 10.
En el campeonato de verano de 1998, el Zacatepec volvió a las finales, ahora enfrentaría a los Tigres UANL. Si el Zacatepec ganaba la final se tendría medio boleto, ya que el Pachuca había ganado el campeonato una temporada antes frente al Zacatepec.
En el partido de ida, los Tigres empezaron ganando con gol de Danilo Tosello, más tarde el Zacatepec respondería con Armando "Piri" Vara con un gol de tiro indirecto. El otro gol fue para el 2 a 1 por medio del actualmente fallecido colombiano, Niver Arboleda.
Cuando finalizaba el primer tiempo, los Tigres obtuvieron una falta a favor dentro del área, pero Danilo Tosello falló el penal gracias a una buena atajada de Fernando Piña. El 3 a 1 favorable al equipo de Zacatepec fue por conducto de Lupillo García.
El segundo partido de la serie se llevó a cabo en el Estadio Universitario de Monterrey. Los Tigres requerían de 3 goles para dejar fuera al Zacatepec:
Los locales comenzaron a remontar el marcador: 1-0, U. DE N.L.: un gol anotado por Danilo Tosello al minuto 24, y para el segundo tiempo: 2-0, U. DE N.L.: un gol anotado por Juan Carlos Franco, al minuto 70
3-0, U. DE N.L.: un gol anotado por Juan Guerra, al minuto 78.
En el invierno de 1999, el Zacatepec tuvo otra final y que ha sido la última hasta el momento: Zacatepec - Irapuato. Esta final fue desastrosa para los Cañeros, ya que comenzaron la serie perdiendo en su propia casa por un marcador de 3 a 1. En el partido de vuelta, el Zacatepec logró sacar el empate 2 a 2, pero la corona y posteriormente el ascenso fueron para el Irapuato.

### Desaparece Club Zacatepec
El último dueño del equipo, Juan Antonio Hernández, que también fue propietario de los Toros Neza, armaba conjuntos de jerarquía, gente como el portero paraguayo La Bomba (Rubén Ruíz Díaz),  El Turco (Antonio Mohamed), Andrés Silva, el hondureño Amador Guevara y Jorge Jerez. Aunque llegaban jugadores con experiencia en el máximo circuito, de a poco el empresario automotriz, le quitaba la tradicional franja verde a la camiseta, sustituyéndola por un gigante león en todo el pecho, también dejando de lado el característico escudo con la “Z”. Pero el resultado buscado no se concretó, por lo que el Apertura 2003 fue el último torneo que la original franquicia jugó en la ciudad de Zacatepec.
La mudanza del equipo primeramente fue al vecino municipio de Xochitepec, y se les denominaron como “Leones de Morelos”, y para el Apertura 2004 eran nuevamente cambiados de residencia para ser los Gallos Blancos de Querétaro, uno de los múltiples equipos que con ese nombre han tenido sede en esa ciudad.

### Regreso fugaz a la “Primera A”: 'Zacatepec FC' y 'Socio Águila'
En el Clausura 2006, la sociedad conformada por el empresario taurino Rafael Herrerías, (que ya había incursionado en el fútbol nacional con los Tiburones Rojos de Veracruz) y el América, deciden llevar a la “Selva Cañera” a las “Águilas de la Riviera Maya”, ya que por los daños que hubo en la zona del Caribe debido al huracán en 2005, el cuadro filial azulcrema no tenía un estadio adecuado para jugar en el divisional de ascenso.
Así con el respaldo futbolístico del América, el Zacatepec volvía a tener fútbol en el circuito de plata, gente como Moctezuma Serrato, Sigifredo Mercado (mundialista mexicano en 2002), Manuel Ríos, Víctor Santibañez, Alejandro Argüello, Juan de Dios Ibarra y Diego Pérez Taibo eran los encargados de continuar con el legado de la franja verde.
En el Apertura 2006, se disuelve la sociedad Plaza México-Club América, por lo que el proyecto “Socio Águila” se hizo cargo del conjunto verdiblanco, en la fecha 1 en el juego contra Pumas Morelos, la directiva saca un diseño que iba en contra de toda tradición cañera, ya que el equipo saltó a la cancha con el diseño del uniforme americanista de los años 1980, acción que generó la antipatía general de los simpatizantes y los dueños del equipo decidieron cambiarle de nombre y plaza para llamarlo “Socio Águila F.C.”.

### El "Equipo del Pueblo": La Promotora Deportiva Zacatepec S.C.
Paralelo al equipo de la “Primera A”, un grupo de personas de la región cañera, comenzaron con apoyar a un cuadro juvenil, que primeramente compitió a nivel local, sumando esfuerzos constituyeron a la Promotora Deportiva Zacatepec, S.C., y adquirieron una franquicia en la Tercera División de México.
Los resultados deportivos saltaron a la vista, prácticamente de manera inmediata, ya que en el torneo de Clausura 2007, los jóvenes dirigidos por una figura cañera, el ex seleccionado nacional Mario Hernández Calderón, alcanzaron las semifinales por el ascenso, superando a más de 200 equipos que competían en aquel entonces en la Tercera División.
La peculiaridad de este “nuevo Zacatepec” radica en que el club no cuenta con un propietario único, ya que toda persona que desee formar parte de éste proyecto, puede adquirir un paquete de acciones, y se convierte automáticamente en dueño del equipo en parte proporcional. El esquema es único en México, ya que todos los clubes profesionales en cualquier división pertenecen a un particular. Las aportaciones de los socios son las que se sostienen al equipo. El proyecto busca ir ascendiendo divisiones de manera deportiva y al ser el equipo de la gente, la idea es que se tenga garantizada la permanencia en la plaza; esto a través de la promotora.
Tras haber tenido 6 años en la Tercera División, y después de ser eliminado en 16avos por el equipo de Texcoco en la temporada 2010-2011 de dicha división, la Promotora Deportiva Zacatepec, S.C. hizo el esfuerzo y logró la compra de una franquicia en la Liga de Nuevos Talentos de la Segunda División de México. Entre la temporada 2011-2012 y la temporada 2015-2016, la promotora mantuvo a sus franquicias de la Tercera y Segunda División. Desde la temporada 2016-2017, sólo se mantiene en competencia a la franquicia de la Tercera División, llamada la "Selva Cañera", siendo éste el único equipo profesional de fútbol en México que pertenece por escritura notariada a sus aficionados, es decir, a los socios de la Promotora Deportiva Zacatepec, S.C. Debido a la presencia del equipo de ascenso, el cuadro de la promotora ha tenido que cambiar de sede de manera constante de acuerdo con las condiciones deportivas y económicas ofrecidas, desde 2019 jugaban como local en la Unidad Deportiva La Perseverancia de Jojutla, por lo que el equipo fue conocido alternativamente con el nombre de Cañeros Jojutla 
. En octubre de 2022 rompieron relaciones con el presidente municipal de Jojutla para irse a jugar como locales a Tlaquiltenango, jugando como locales en la Unidad Deportiva Roberto Monito Rodríguez, volviendo a llamarse "Cañeros del Zacatepec" pero con el nombre registrado ante la FMF como Selva Cañera, que se venía utilizando desde años atrás, en un principio el equipo planeaba jugar en el Estadio Agustín Coruco Díaz, pero por diferencias y decisiones del gobernador morelense, que prefirió apoyar a otro proyecto para Zacatepec, no pudieron jugar en el Coruco Díaz, por lo que encontraron su nueva casa en Tlaquiltenango.
En 2024 el club Selva Cañera finalmente consiguió regresar al Coruco Díaz tras llegar a un acuerdo con el club Escorpiones Zacatepec F.C., el equipo que tenía asignado el comodato para usar el estadio, lo que significó también el renacimiento de los Cañeros del Zacatepec, ya que la Promotora Deportiva aceptó ceder a los Escorpiones el uso de los derechos del nombre, escudo y colores históricos del Zacatepec, terminando de esta manera con la división del fútbol cañero en dos proyectos, dejando a Selva Cañera como la encargada del proyecto de formación de futbolistas juveniles y al nuevo Zacatepec F.C. como la escuadra principal de la localidad.
Tres grandes logros de la Promotora Deportiva Zacatepec, S.C. han sido: 1) El mantener al Zacatepec presente en el medio futbolístico nacional y continental desde agosto de 2008, y hasta diciembre de 2012, mediante la emisión de la cadena Fox Sports llamada "Zacatepec, Al Rescate de los Cañeros".  2) Conseguir en mayo de 2014 el primer Campeonato Nacional FMF para un representativo de Zacatepec desde 1984, así como una consistencia en triunfos deportivos entre 2007 y 2015 que mantuvo siempre al aficionado al pendiente de estos equipos juveniles, y logró asistencias cercanas a los 10 mil aficionados en las fases de Liguilla en el antiguo estadio "Coruco Díaz", haciendo patente el gran potencial comercial que el Club Zacatepec seguía teniendo. 3) Lograr unidad en la afición, autoridades y sociedad morelense para abrirle paso a importantes inversiones privadas y gubernamentales durante 2012 y 2014 que significaron una reconstrucción completa del mítico estadio "Agustín 'Coruco' Díaz" y el regreso del "Fútbol Cañero" al circuito de "Ascenso MX" (segundo nivel de competencia del futbol profesional en México).

### Regreso al Ascenso MX: "Zacatepec 1948"
Luego del cambio en el Gobierno del Estado de Morelos ocurrido en 2012, el empresario de la comercialización farmacéutica Víctor Sánchez Ayala compró la franquicia del Irapuato que jugaba en la Liga de Ascenso, por lo cual cambió de sede a Zacatepec, Morelos, y el Club Zacatepec consiguió una plaza de Ascenso MX utilizando el plantel que tenía el Irapuato más los jugadores que el nuevo entrenador Guillermo Huerta (amigo personal del empresario Víctor Sánchez Ayala) en la Segunda División.
En los torneos Apertura 2013 y Clausura 2014, el club ahora llamado "Zacatepec 1948" jugó en la Liga de Ascenso en el Estadio Centenario, mientras remodelaban el Estadio Agustín Coruco Díaz.

### Descenso a Segunda División del "Zacatepec 1948" y cambio de franquicia

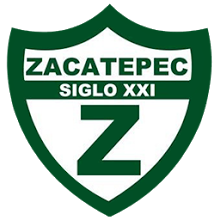
Escudo de Zacatepec Siglo XXI.

El Zacatepec 1948 perdió la categoría al descender a la Segunda División de México en el Clausura 2014, después de pasar una muy mala temporada y en la última jornada del torneo, perdieron 4-0 frente al Altamira. Por su parte las Ballenas de Galeana, equipo del mismo estado y que competía también por el no descenso, ganó 1-0 al Celaya y con esto el Zacatepec perdió la categoría.
Sin embargo, pocas semanas después de confirmarse el descenso, la directiva del Cruz Azul cerró la venta del Cruz Azul Hidalgo, su equipo filial en el Ascenso MX, el cual se mudó a Zacatepec, Morelos con el nombre de Zacatepec Siglo XXI, para el torneo Apertura 2014. Los dueños del Zacatepec 1948 decidieron comprar al Cruz Azul Hidalgo debido a que su franquicia descendió y el estadio "Agustín 'Coruco' Díaz" estaba por re-inaugurarse en de agosto de 2015.

### Nuevo cambio de franquicia: Club Atlético Zacatepec y su desaparición
Tras terminar el torneo Clausura 2017, ya no existían los fondos económicos suficientes como para mantener el proyecto ahora llamado Zacatepec Siglo XXI a flote, además de que el apoyo del estado de Morelos les había sido retirado. Fue así como ésta franquicia desapareció del fútbol mexicano.
No obstante, el 31 de mayo de 2017 se confirmó que el club Coras de Tepic del Ascenso MX, dejaría la ciudad de Tepic, Nayarit para irse en un cambio de nombre y sede a Zacatepec, Morelos, pasando a ser Club Atlético Zacatepec, equipo que formaba parte de las empresas del magnate mexicano Jorge Vergara, dueño del Guadalajara. A finales del torneo del Ascenso MX Clausura 2019, se anunció que el Club Atlético Zacatepec dejaría de ser parte del empresario Jorge Vergara y pasando a las manos de Víctor Arana. El Clausura 2020 quedó inconcluso debido a la pandemia de COVID-19, lo que provocó grandes dificultades económicas en la todavía llamada liga de ascenso. El 26 de junio de 2020, se anunció el traslado de la franquicia del Club Atlético Zacatepec a la ciudad de Morelia, Michoacán para así convertirse en el nuevo Atlético Morelia.

### Refundación en Liga Premier FMF
El 21 de julio de 2024 los Escorpiones de Zacatepec llegaron a un acuerdo con la “Promotora Deportiva Zacatepec”, propietaria del escudo, nombre y colores de los “Cañeros de Zacatepec”, para que éste último club fuera refundado bajo el registro de los ahora desaparecidos Escorpiones, con su nombre original Zacatepec F.C.. A partir del Apertura 2024, el club ahora participa en la Serie A de la Segunda División de México.
Sin embargo, el regreso del equipo a la llamada Selva Cañera solo se hizo efectivo para el Torneo Apertura 2024, ya que al finalizar ese certamen el Atlante Fútbol Club de la Liga de Expansión MX anunció su mudanza a Zacatepec tras llegar a un acuerdo con el Gobierno de Morelos.Ante la negativa del equipo azulgrana para compartir el Estadio Coruco Díaz el Zacatepec se vio obligado a buscar una nueva sede para el Clausura 2025, por lo que finalmente el equipo anunció su traslado al Estadio Mariano Matamoros de Xochitepec.Sin embargo, el equipo Selva Cañera que juega en la Liga TDP y pertenece a la Promotora Deportiva Zacatepec sí consiguió mantener sus partidos como local en el Coruco Díaz, por lo que de esa manera se pudo continuar con una escuadra representativa de los cañeros en Zacatepec.

## Estadio

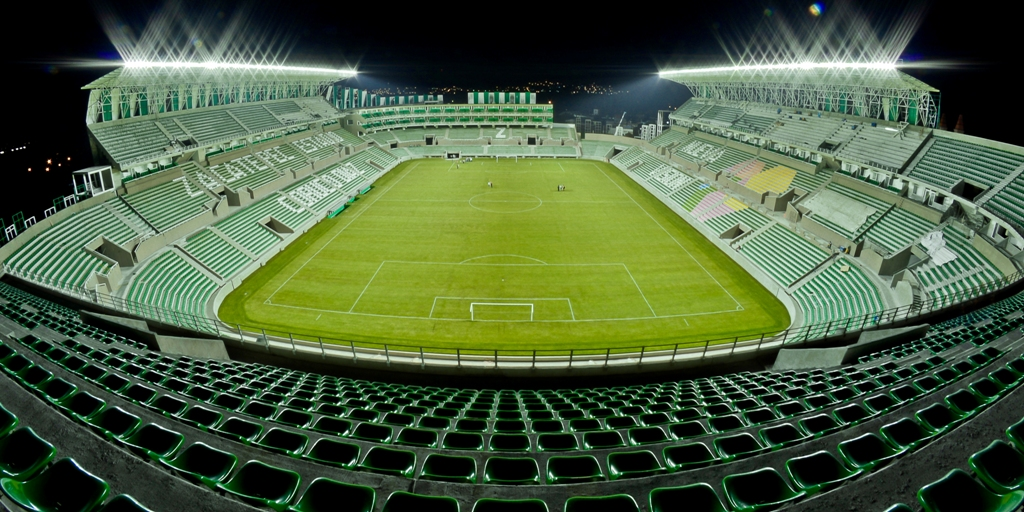
Estadio Agustín Coruco Díaz.

El Estadio Agustín Coruco Díaz es la casa del Zacatepec FC y tiene capacidad para alrededor de 24 443 espectadores. Fue llamado así en honor al extremo Agustín Díaz, campeón con los Cañeros de la década de 1950. El jugador padeció leucemia, perdiendo la lucha contra ella justo cuando llegaba a su plenitud futbolística.
Aunque su actual nombre lo recibió hasta 1964, se tienen datos de que fue fundado alrededor de 1948 para dar un paso importante dentro de la región, pues la visión de aquel tiempo en el Ingenio era precisamente el encauzar a la población trabajadora hacia el disfrute y la práctica del deporte.
El estadio en total ha sido anfitrión de 4 finales en la Primera División 'A' de México. Una de las mayores características de este estadio son que el estadio del Zacatepec siempre simbolizó una garantía al equipo, ya que el equipo que venía a Zacatepec nunca salía vivo, esto gracias a la temperatura promedio de 35 °C.
Para el Apertura 2014 el estadio fue remodelado, y aumentó su capacidad de 18,000 a 24,443 personas en asientos individuales. Es un estadio moderno que cuenta con palcos, plateas, alumbrado, vestidores y baños, sala de prensa, zona comercial (restaurantes, café y tiendas de artículos deportivos), estacionamiento y un área de esparcimiento con fuentes danzantes; así mismo el jardín municipal anexo (parque Miguel Hidalgo) fue rehabilitado de tal manera que sea un jardín del estadio y de la ciudad. Todo esto para cumplir con el reglamento de competencia de la Liga de Ascenso.

## Jugadores

### Goleadores en campeonatos, copas y torneos internacionales
| N.º | Nombre                 | Temporada                    | Goles |
| --- | ---------------------- | ---------------------------- | ----- |
| 1   | Carlos Lara            | 1957-1958                    | 19    |
| 2   | Carlos Lara            | 1960-1961                    | 22    |
| 3   | Carlos Lara            | 1961-1962                    | 21    |
| 4   | Ramón “Pocholo” Guzmán | 1966-1967 (Segunda División) | 26    |
| 5   | Francisco Mancilla     | 1969-1970 (Segunda División) | 21    |
| 6   | Ricardo Castro         | 1977-1978 (Segunda División) | 21    |
| 7   | Jaime Ríos             | 1986-1987 (Segunda División) | 26    |
| 8   | Jaime Ríos             | 1989-1990 (Segunda División) | 21    |
| 9   | Jaime Ríos             | 1990-1991 (Segunda División) | 23    |
| 10  | Niver Arboleda         | Invierno 1997 (Primera 'A')  | 17    |
| 11  | Héctor Carlos Álvarez  | Apertura 2002 (Primera 'A')  | 23    |
| 12  | Héctor Carlos Álvarez  | Clausura 2003 (Primera 'A')  | 16    |
| 13  | Francisco Bravo Bravo  | Clausura 2004 (Primera 'A')  | 18    |

### Máximos anotadores en Primera División
| N.º | Nombre                   | Goles |
| --- | ------------------------ | ----- |
| 1   | Carlos Lara              | 112   |
| 2   | Ricardo Castro           | 67    |
| 3   | Mario Hernández          | 43    |
| 4   | Mario Pérez              | 29    |
| 5   | Cirilo Peralta           | 29    |
| 6   | Juan Maldonado           | 27    |
| 7   | Rubén Anguiano           | 27    |
| 8   | Ernesto Candia           | 24    |
| 9   | Ernesto Cisneros         | 23    |
| 10  | Horacio Casarín          | 23    |
| 11  | Antonio Adrian Ovando C. | 23    |

## Uniforme

### Uniformes actuales
- Uniforme local: Camiseta blanca con una franja horizontal verde, pantalón verde y medias blancas con líneas horizontales verdes.
- Uniforme visitante: Camiseta verde con una franja horizontal blanca, pantalón blanco y medias verdes.
- Uniforme alternativo: Camiseta a rayas verticales negras y verdes, pantalón y medias negras.

| Primer Uniforme | Segundo Uniforme | Tercer Uniforme |

### Uniformes anteriores
| Uniformes Anteriores | Uniformes Anteriores | Uniformes Anteriores | Uniformes Anteriores | Uniformes Anteriores | Uniformes Anteriores | Uniformes Anteriores | Uniformes Anteriores | Uniformes Anteriores | Uniformes Anteriores | Uniformes Anteriores | Uniformes Anteriores |
| -------------------- | -------------------- | -------------------- | -------------------- | -------------------- | -------------------- | -------------------- | -------------------- | -------------------- | -------------------- | -------------------- | -------------------- |
| 2018-2019            |                      |                      |                      |                      |                      |                      |                      |                      |                      |                      |                      |
| Primer Uniforme      | Segundo Uniforme     | Tercer Uniforme      |                      |                      |                      |                      |                      |                      |                      |                      |                      |
| 2017-2018            |                      |                      |                      |                      |                      |                      |                      |                      |                      |                      |                      |
| Primer Uniforme      | Segundo Uniforme     | Tercer Uniforme      |                      |                      |                      |                      |                      |                      |                      |                      |                      |
| 2016-2017            |                      |                      |                      |                      |                      |                      |                      |                      |                      |                      |                      |
| Primer Uniforme      | Segundo Uniforme     | Tercer Uniforme      |                      |                      |                      |                      |                      |                      |                      |                      |                      |
| 2015-2016            |                      |                      |                      |                      |                      |                      |                      |                      |                      |                      |                      |
| Primer Uniforme      | Segundo Uniforme     | Tercer Uniforme      |                      |                      |                      |                      |                      |                      |                      |                      |                      |
| 2014-2015            |                      |                      |                      |                      |                      |                      |                      |                      |                      |                      |                      |
| Primer Uniforme      | Segundo Uniforme     | Tercer Uniforme      |                      |                      |                      |                      |                      |                      |                      |                      |                      |

## Palmarés

### Torneos oficiales
| Competición nacional             | Títulos                                                | Subcampeonatos                             |
| -------------------------------- | ------------------------------------------------------ | ------------------------------------------ |
| Primera División de México (2/1) | 1954-1955, 1957-1958.                                  | 1952-1953.                                 |
| Copa México (2/3)                | 1956-1957, 1958-1959.                                  | 1957-1958, 1970-1971, 1971-1972.           |
| Campeón de Campeones (1/3)       | 1957-1958.                                             | 1954-1955, 1956-1957, 1958-59.             |
| Liga de Ascenso de México (0/3)  |                                                        | Verano 1998, Invierno 1999, Apertura 2019. |
| Segunda División de México (5/3) | 1950-1951, 1962-1963, 1969-1970, 1977-1978, 1983-1984. | 1967-1968, 1968-1969, 1991-1992.           |

## Temporadas
| Temporada     | División          | Posición         | Copa MX          | Notas                                                                    |
| ------------- | ----------------- | ---------------- | ---------------- | ------------------------------------------------------------------------ |
| Apertura 2014 | 2.Ascenso MX      | 8o.              | Fase de Grupos   | Compra Cruz Azul Hidalgo                                                 |
| Clausura 2015 | 2.Ascenso MX      | 13o.             | Fase de Grupos   |                                                                          |
| Apertura 2015 | 2.Ascenso MX      | 14o.             | Fase de Grupos   |                                                                          |
| Clausura 2016 | 2.Ascenso MX      | 14o.             | No participó     |                                                                          |
| Apertura 2016 | 2.Ascenso MX      | 3o.(Cuartos)     | No participó     |                                                                          |
| Clausura 2017 | 2.Ascenso MX      | 7o.(Cuartos)     | Fase de Grupos   |                                                                          |
| Apertura 2017 | 2.Ascenso MX      | 4o.(Cuartos)     | Cuartos de Final | Franquicia Coras Tepic                                                   |
| Clausura 2018 | 2.Ascenso MX      | 4o.(Cuartos)     | Semifinales      |                                                                          |
| Apertura 2018 | 2.Ascenso MX      | 11°.             | Octavos          |                                                                          |
| Clausura 2019 | 2.Ascenso MX      | 3°. (Cuartos)    | Octavos          |                                                                          |
| Apertura 2019 | 2.Ascenso MX      | 5°. (Subcampeón) | Fase de grupos   |                                                                          |
| Apertura 2024 | 3.Segunda Serie A | 7°. Grupo II     | -                | Regreso tras cuatro años sin actividad. Franquicia Escorpiones Zacatepec |
| Clausura 2025 | 3.Segunda Serie A | 6°. Grupo II     | -                | –                                                                        |

## Filial
Zacatepec "B"
| Temporada | División           | Posición     |
| --------- | ------------------ | ------------ |
| 2019/20   | 5.Tercera División | 9o. Grupo VI |